# 堀義人
堀 義人（ほり よしと、1962年3月28日 - ）は、日本の実業家。グロービス経営大学院大学学長、グロービス・キャピタル・パートナーズ代表パートナー。
祖父は北海道大学教授・電力中央研究所理事の堀義路。曽祖父は日本メソヂスト下谷教会日曜学校長・三光合資会社代表社員の堀卯三郎。叔母（父の妹）は社会学者の杉山明子。従叔父（父の従弟）は政治学者の秋野豊。族伯祖父（祖父の従弟、曽祖母の兄の次男）は政治学者の潮田江次。

## 経歴
茨城県水戸市出身（出生地は愛媛県新居浜市）。茨城県立水戸第一高等学校を経て、京都大学工学部を卒業した。ハーバード・ビジネス・スクール修士課程修了（MBA）。
住友商事を経て、1992年に株式会社グロービスを設立した。
1996年にグロービス・キャピタル、1999年にエイパックス・グロービス・パートナーズ（現在のグロービス・キャピタル・パートナーズ）を設立した。
2006年4月、グロービス経営大学院大学を開学し、学長に就任する。若手起業家が集うYEO（Young Entrepreneur's Organization 現EO）日本初代会長、YEOアジア初代代表、世界経済フォーラム（WEF）が選んだNew Asian Leaders日本代表、米国ハーバード大学経営大学院アルムナイ・ボード（卒業生理事）、日本棋院理事、Bリーグ理事、経済同友会幹事、日本プライベート・エクイティ協会理事などを歴任する。
2009年に日本版ダボス会議である「G1サミット」を創設した。2011年3月、東北の大震災後には復興支援プロジェクトKIBOWを立ち上げる。一般財団法人KIBOWの代表理事を務め、KIBOW社会的インパクトファンドを組成し運営する。2016年4月からプロバスケットボールチームの茨城ロボッツのオーナーに就任し、2019年11月からは茨城放送（現在のLuckyFM茨城放送）の筆頭株主となる。いばらき大使、水戸大使を務める。2020年、2021年、2022年に紺綬褒章を受章した。

## 人物
5男の父。起業家精神や人材育成についてだけでなく政治や社会問題に関しても積極的に発言している。本人は「ちなみに僕は思想的には、右でも左でも無く、ど真ん中だと思っています。『愛国心』という言葉もあまり好きでないです。だが、リーダーは、自らが所属するコミュニティーに対する責務があると思っています。その意味では、日本を思い行動します。当然、日本とともに、アジア、地球の為にも行動します。」と述べている。原発問題については、(1) 安全保障、(2) 環境・命への影響、(3) 実現性/安定性/経済性、(4) 50年、100年先のエネルギーへの影響、などを考慮したうえで慎重に判断すべきという立場を取っている。

## 家族・親族

### 堀家
- 高祖父・東順（1829年 - 1882年、医師）[9][10]
- 高祖母・兼（1835年 - 1918年、山形県士族・儒学者の都丸広治の次女）[10][11][12]
- 曽祖父・卯三郎
- 曽祖母・歌子（婦人運動家・潮田千勢子の娘、兄は福澤光の夫・潮田伝五郎）[9][10]
- 曽祖叔母・静（鈴木幾弥太[13]の弟・勉治の妻）
- 祖父・義路
- 祖母・美津（1906年 - 没年不明、秋野音治郎[14]の四女、姉は森正則の長男の妻・テイ）[15]
- 父・雅夫（義路の次男、核燃料開発事業団勤務）[16][17]
- 母・奈智子（愛媛県議会議員・真鍋梅一の娘）[18][19]

#### 縁戚
- 秋野豊（従伯父）
- 潮田江次（族伯祖父）

## その他の活動
- 2011年7月から、日本のビジョンを「100の行動計画」として国民的政策論議を喚起しながら描くプロジェクト「100の行動[20]」を開始した。日本の課題と具体策、ビジョンを省庁ごとに100項目にまとめて論じている。2016年2月には、議論をまとめた書籍『日本を動かす「100の行動」』（PHP研究所）を刊行し
- 再生可能エネルギーを推進するソフトバンク会長の孫正義とは、ツイッター上での議論が発端となり、2011年8月5日に公開討論会「トコトン議論　日本のエネルギー政策を考える」を開催した。約4時間にわたって原発の是非について討論した[21]。また、TPP問題に関しては、2011年11月4日に田原総一朗の司会で「トコトン議論2～TPP問題を考える」を開催した[22]。日本エネルギー会議の発起人の1人である。
- 2013年10月6日から12月29日にかけて計13回にわたって放映されたBS-TBS『ニッポン未来会議』（毎週日曜、13時 - 13時54分）では、議長／メインキャスターを務めた[23]。全13回のアーカイブ動画が公開されている[24]。
- 世界経済フォーラムの「ダボス会議」には2004年以来、ほぼ毎年参加し、登壇もしている[25]。「世界の成長企業（Global Growth Companies）」の共同議長を歴任した。また、LinkedIn Influencer Programの日本人寄稿者の一人として選ばれ、2013年7月から英文で寄稿した[26]。
- 2012年[27][28]から2018年[29][30]まで国家基本問題研究所理事を務めた。2014年から米国エジソン財団のアドバイザリー・ボード、2015年から米国シンクタンクであるウィルソン・センターのグローバル・アドバイザリー・カウンシルのメンバーを務めた。
- 2015年3月には、安倍晋三首相の「20世紀を振り返り21世紀の世界秩序と日本の役割を構想するための有識者懇談会」（21世紀構想懇談会、いわゆる戦後70年談話に向けた有識者懇談会）[31]のメンバーに選任された。
- 2015年9月、代表理事を務める一般財団法人KIBOWで、「社会的インパクト投資」を行う「KIBOW社会投資ファンド1号」を設立した[32]。2018年4月に2号ファンド、2021年11月には3号ファンドが設立され、2023年10月現在、21件の投資を実行している[33]。
- 2016年2月、郷里である茨城県水戸市の中心市街地再生を目指し、民間主導の取り組みを進める「水戸ど真ん中再生プロジェクト」を始動した[34]。
  - 第1弾：Bリーグチーム「茨城ロボッツ」への経営支援
  - 第2弾：グロービス経営大学院水戸特設キャンパスの設置
  - 第3弾：水戸ど真ん中の複合施設であるM-SPO再開発
  - 第4弾：銀杏坂のコワーキングスペース「M-WORK」の創設
  - 第5弾：「明治維新と水戸の物語」の日英同時出版
  - 第6弾：水戸の伝統芸能の復興・維持を目指すM-TRAD
  - 第7弾：水戸をアートのメッカにするM-ART
  - 第8弾：「ときわ邸/M-GARDEN[35]」の創設
  - 第9弾：茨城県唯一の県域民間放送局「茨城放送（現在のLuckyFM茨城放送）」の取得
  - 第10弾：千波湖畔のリゾートM-LAKE
- 2022年1月、 ROCK IN JAPAN FESTIVALが千葉に移転することが発表された2時間後、夏フェス「LuckyFes」を立ち上げ、現在総合プロデューサーを務める。

## 著書
- 『成功するキャリア・デザイン―「やりたい仕事」は自分でつくれ』日本経済新聞社、1996年6月。ISBN 978-4532144777。
- 『人生の座標軸―「起業家」の成功方程式』講談社、2004年12月。ISBN 978-4062127042。
- 『新版 吾人の任務―MBAに学び、MBAを創る』東洋経済新報社、2009年3月。ISBN 978-4492043349。
- 『創造と変革の志士たちへ』PHP研究所、2009年3月。ISBN 978-4569707556。
- 『新装版 人生の座標軸 「起業家」の成功方程式』東洋経済新報社、2014年1月。ISBN 978-4492045190。
- 『日本を動かす「100の行動」』PHP研究所、2016年2月。ISBN 978-4569829029。
- 『創造と変革の技法―イノベーションを生み続ける5つの原則』東洋経済新報社、2018年9月。ISBN 978-4492522240。

### 監修
- グロービス経営大学院（編著）、堀義人（監修）『グロービスMBA事業開発マネジメント』ダイヤモンド社、2010年。

## メディア出演

### テレビ
- ニッポン未来会議（BS-TBS、2013年10月6日 - 12月29日） - メインキャスター[36]
- いば6（NHK水戸放送局） - 不定期出演

### ラジオ
- 堀義人が聞く リーダーの挑戦（LuckyFM茨城放送、2020年10月3日 - ）